# フロリネル・コマン
フロリネル・コマン（Florinel Coman, 1998年4月10日 - ）は、ルーマニア・ブライラ県ブライラ出身のサッカー選手。アル・ガラファ所属。ポジションはフォワード。

## 経歴
ブライラ県のブライラで生まれ、FCディナモ・ブカレストのサポーターとして育った。

### クラブ
FCヴィトルル・コンスタンツァのアカデミーに所属していた頃、トップチームの監督であるゲオルゲ・ハジによってトップチームに昇格し、2015年3月18日のAFCアストラ・ジュルジュ戦でプロデビューを果たした。2016年8月14日、ASAトゥルグ・ムレシュ戦でプロ初得点を記録した。2017年2月には、ディナモ・ブカレスト戦、CSパンドゥリイ・トゥルグ・ジウ戦、ACSポリ・ティミショアラ戦の3試合でゴールを挙げ、月間最優秀選手に選出された。5月13日、CFRクルジュ戦において、自身が得たペナルティキックからの得点が決勝点となり勝利し、クラブの初のリーグ優勝に貢献した。
ポルトガルのSLベンフィカが関心を寄せたが、2017年8月21日にFCステアウア・ブカレストに、移籍金200万ユーロとボーナス50万ユーロで移籍した。バイアウト条項はルーマニア史上最高額となる1億ユーロに設定され、ヴィトルル・コンスタンツァは将来移籍した際に、移籍金の20パーセントを得る契約となっている。
2017年10月22日、ACSポリ・ティミショアラ戦で移籍後初ゴールを挙げた。11月2日、UEFAヨーロッパリーグ・ハポエル・ベエルシェバFC戦で欧州カップ戦において初得点を記録した。

### 代表
UEFA U-21欧州選手権2019のU-21ルーマニア代表に選出され、主に試合の後半で途中出場した。6月21日、グループリーグのイングランド戦では、アンドレイ・イヴァンに代わって途中出場し、2ゴールを挙げ勝利に貢献した。次のフランス戦ではフル出場を果たしたが、スコアレスドローに終わり、フランスと共に決勝トーナメントに進出したものの、準決勝でドイツに敗れた。
2019年10月12日、UEFA EURO 2020予選のフェロー諸島代表戦でA代表初出場。

## タイトル

### クラブ
FCヴィトルル・コンスタンツァ
- リーガ1 : 2016-17

FCステアウア・ブカレスト
- クパ・ロムニエイ : 2019-20